# Pozdrawianie wszytkich członków Pana Jezusowych
Pozdrawianie wszytkich członków Pana Jezusowych – zbiór modlitw i utworów religijnych w języku polskim wydany w 1534.
Pełny tytuł dzieła brzmiał: Pozdrawianie wszytkich członków Pana Jezusowych z modlitwami i z rozmyślaniem nabożnem. Książka ukazała się w 1534 w Krakowie nakładem Floriana Unglera. Egzemplarz dzieła znajduje się w Bibliotece Jagiellońskiej.
Anonimowy zbiór zawiera modlitwy w języku polskim, przede wszystkim pochwałę i uwielbienie wszystkich cząstek ciała Jezusa rozpiętego na krzyżu, a także modlitwy pasyjne i prozatorski utwór zatytułowany Powieść o papieżu Urbanie. Tekst Pozdrawiania znalazł się też we wcześniejszym rękopiśmiennym Modlitewniku siostry Konstancji, zapisanym ok. 1527.